# Baccara
Baccara var en spansk duo bestående av Mayte Mateos (född 7 februari 1951 i Logroño i La Rioja) och María Mendiola (född 4 april 1952 i Madrid, död 11 september 2021 i Madrid som fick några stora discohits i slutet av 1970-talet: "Yes Sir, I Can Boogie" (1977), "Sorry I'm a Lady" (1978), "Darling" (1978) och "The Devil Sent You to Lorado" (1978). Baccara höll ihop 1977–1982 och har sålt över 50 miljoner skivor. Enbart "Yes Sir, I Can Boogie" som singel har sålt över 16 miljoner exemplar och har legat som listetta i över 18 länder. Den ursprungliga besättningen av duon splittrades 1981.

## Eurovision Song Contest
Gruppen deltog i Eurovision Song Contest 1978 med låten "Parlez-vous français?" och hamnade på en sjundeplats. 
Uppsättningen Mayte Mateos och Cristina Sevilla deltog i semifinalen av den svenska Melodifestivalen 2004 i Göteborg med melodin "Soy Tu Venus" och nådde nummer 7. 

### Baccara med Mayte Mateos (1983-nu)
Under 40 år har Mayte Mateos uppträtt på scen och spelat in med många olika scenpartners. I slutet av 1990-talet har Mateos uppträtt med australiensiska Jane Comerford. Från 1999 till 2004 har Mayte Mateos arbetat tillsammans med den spanska sångerskan Cristina Sevilla. 1999 använde Mateos och Sevilla artistnamnet Baccara 2000 . Med detta konstnärliga namn släppte Mateos och Sevilla 1999 ett album "Baccara 2000" på skivbolaget RCA Records. 2004 släppte Mateos och Sevilla (med artistnamnet Baccara) singeln "Soy tu Venus" . Med den här låten deltog de i Melodiefestivalen. Senare under 2004 släppte Mateos och Sevilla ett album "Soy tu Venus" på skivbolaget "Lionheart Music Group", som senare slogs samman med "Capitol Records".
Från 2005 uppträder Mayte Mateos på scen och spelar in i studio med den spanska sångerskan Paloma Blanco. 2008 släppte Mateos och Blanco singeln "Nights in white satin" och albumet "Satin... in black and white" på det tyska skivbolaget "Edel".
Efter pandemin har Mayte och Blanco endast uppträtt tre gånger. En show 2022 ägde rum i staden Logroño, där Mayte Mateos föddes. Två andra shower ägde rum på Mallorca, där Mayte Mateos bor nu .

### Baccara med Maria Mendiola (1985-2021)
Från 1985 till 2008 har Maria Mendiola uppträtt på scen och spelat in med Marise Perez. Fram till 1989 använde Mendiola och Perez det konstnärliga namnet New Baccara.
Från 1987 kallade sig gruppen New Baccara och gjorde låtar som "Call Me Up", "Touch me"  och "Fantasy Boy" som blev stora hits. Dessa singlar producerades av Luis Rodriguez, som också har varit med och producerat Modern Talking och C. C. Catch. Under 1990-talet återtog gruppen sitt ursprungliga namn, Baccara.
2008 var Marisa Perez tvungen att lämna scenen på grund av sina hälsoproblem. Från 2011 till 2021 har Maria Mendiola spelat in och uppträtt på scen med den spanska sångerskan Cristina Sevilla. 2017 släppte Mendiola och Sevilla ett album "I belong to your heart", återigen producerat av Luis Rodriguez.
Maria Mendiola dog i Madrid den 11 september 2021 ).
Sedan 2022 uppträder Cristina Sevila tillsammans med Helen de Quiroga .

## Diskografi

### Original-Baccara

#### Album
- 1977 – Baccara
- 1978 – Light My Fire
- 1979 – Colours
- 1981 – Bad Boys
- 1994 – Our Very Best

#### EP
- 1990 – Yes Sir, I Can Boogie '90

#### Singlar
- 1977 – "Yes Sir, I Can Boogie" / "Cara Mia"
- 1977 – "Sorry, I'm A Lady" / "Love You Till I Die"
- 1977 – "Sorry, I'm A Lady (Extended Mix)" / "Yes Sir, I Can Boogie (Extended Mix)"
- 1977 – "Granada" / "Sorry, I'm A Lady"
- 1977 – "Koochie-Koo" / "Number One"
- 1978 – "Parlez-Vous Français?" / "Amoureux"
- 1978 – "Parlez-Vous Français? (English Version)" / "You And Me"
- 1978 – "Parlez-Vous Français?" / "Adelita"
- 1978 – "Darling" / "Number One"
- 1978 – "Darling" / "Mad In Madrid"
- 1978 – "The Devil Sent You To Lorado" / "Somewhere In Paradise"
- 1978 – "El Diablo Te Mandó A Laredo" / "Somewhere In Paradise"
- 1979 – "Body-Talk" / "By 1999"
- 1979 – "Body-Talk (Extended Mix)" / "By 1999 (Extended Mix)"
- 1979 – "Baila Tú" / "En El Año 2000"
- 1979 – "Ay, Ay Sailor" / "One, Two, Three, That's Life"
- 1979 – "Ay, Ay Sailor" / "For You"
- 1979 – "Eins Plus Eins Ist Eins" / "For You"
- 1980 – "Sleepy-Time-Toy" / "Candido"
- 1981 – "Colorado" / "Mucho, Mucho"
- 1990 – "Yes Sir, I Can Boogie '90"
- 1994 – "Yes Sir, I Can Boogie (Italo Disco Mix)"
- 1994 – "Sorry, I'm A Lady (Italo Disco Mix)"
- 1999 – "Sorry, I'm A Lady (Dance Version)"

### Baccara av Maria Mendiola

#### Album
- 1990 – F.U.N.
- 1999 – Made In Spain
- 2000 – Face To Face
- 2002 – Greatest Hits
- 2017 – I belong to your heart

#### EP
- 2002 – Wind Beneath My Wings
- 2005 – Yes Sir, I Can Boogie 2005

#### Singlar
- 1987 – "Call Me Up" / "Talismán"
- 1988 – "Fantasy Boy"
- 1989 – "Touch Me"
- 1992 - "Wind Beneath My Wings"
- 2000 – "I Want To Be In Love With Somebody" (promo)
- 2000 – "Face To Face"
- 2002 – "Yes Sir, I Can Boogie (Copa Remix)"
- 2005 – "Yes Sir, I Can Boogie 2005"
- 2017 - "I belong to your heart"
- 2018 – "Gimme your love"
- 2021 - "No sir, don't say goodbye"

### Baccara av Mayte Mateos

#### Album
- 1999 – Baccara 2000
- 2004 – Soy Tu Venus
- 2008 – Satin In Black & White

#### EP
- 1999 – Yes Sir, I Can Boogie '99
- 2004 – Soy Tu Venus

#### Singlar
- 1999 – "Yes Sir, I Can Boogie '99"
- 2004 – "Soy Tu Venus" (från Melodifestivalen 2004 med Mayte Mateos och Cristina Sevilla)
- 2008 - "Nights In Black Satin"